# Сарибашівська сільська рада
Сариба́шівська сільська́ ра́да — адміністративно-територіальна одиниця та орган місцевого самоврядування в Первомайському районі Автономної Республіки Крим. Адміністративний центр — село Сари-Баш.

## Загальні відомості
- Населення ради: 1 261 особа (станом на 2001 рік)

## Історія
Верховна Рада Автономної Республіки Крим рішенням від 25 грудня 2013 року у Первомайському районі перейменувала Сарибаську сільраду на Сарибашівську.

## Населені пункти
Сільській раді підпорядковані населені пункти:
- с. Сари-Баш

## Населення
За переписом населення України 2001 року в сільській раді мешкала 1261 особа.

### Мова
Розподіл населення за рідною мовою за даними перепису 2001 року:
| Мова              | Відсоток |
| ----------------- | -------- |
| кримськотатарська | 77,87 %  |
| російська         | 13,08 %  |
| українська        | 7,38 %   |
| угорська          | 0,08 %   |
| інші              | 1,59 %   |

## Склад ради
Рада складається з 12 депутатів та голови.
- Голова ради: Шейхов Руслан Рехортович
- Секретар ради: 96-5-40

### Депутати
За результатами місцевих виборів 2010 року депутатами ради стали:

#### За суб'єктами висування
| Суб'єкт висування | Кількість обраних депутатів | %    |
| ----------------- | --------------------------- | ---- |
| Самовисування     | 11                          | 91,7 |
| Народна партія    | 1                           | 8,3  |

#### За округами
| № округу       | Прізвище, ім'я, по батькові        | Дата визнання обраним | Освіта             | Партійна приналежність | Відомості про обраного депутата                                |
| -------------- | ---------------------------------- | --------------------- | ------------------ | ---------------------- | -------------------------------------------------------------- |
| Народна Партія |                                    |                       |                    |                        |                                                                |
| 8              | Умєров Едем Енверович              | 01.11.2010            | вища               | позапартійний          | приватний підприємець                                          |
| Самовисування  |                                    |                       |                    |                        |                                                                |
| 1              | Абілєв Рустем                      | 01.11.2010            | середня спеціальна | позапартійний          | СВК"Аграрний", завідувач ЦРМ                                   |
| 2              | Сєфершаєва Діляра Джафарівна       | 01.11.2010            | вища               | позапартійна           | приватний підприємець                                          |
| 3              | Османов Дамір Вейісович            | 01.11.2010            | вища               | позапартійний          | приватний підприємець                                          |
| 4              | Тємєшов Заір Русланович            | 01.11.2010            | вища               | позапартійний          | Сарибашівська сільська рада, спеціаліст 2-ой категорії         |
| 5              | Ібраімов Сейтмємєт Амзайович       | 01.11.2010            | середня            | позапартійний          | СВК «Аграрний», електрик-оператор                              |
| 6              | Муслядінов Муслядін Ебісутович     | 01.11.2010            | середня спеціальна | позапартійний          | дошкільний навчальний заклад «Кунешчик», охоронець             |
| 7              | Сейтаблаєва Хатідже Емір-Усеінівна | 01.11.2010            | вища               | позапартійна           | Сарибашівська загальноосвітня школа, вчитель початкових класів |
| 9              | Куртажиєва Гулшен Шепиківна        | 01.11.2010            | середня спеціальна | позапартійна           | управління праці та соціального захисту населення, робітник    |
| 10             | Тємєш Арсен Шивкетович             | 01.11.2010            | середня            | позапартійний          | тимчасово не працює                                            |
| 11             | Османов Вейис Юнусович             | 01.11.2010            | середня спеціальна | позапартійний          | СВК «Аграрний», головний інженер                               |
| 12             | Куртеюпова Лєвіза Енверівна        | 01.11.2010            | середня спеціальна | позапартійна           | Сарибашівська сільська рада, секретар                          |